# 레오나르도 산드리

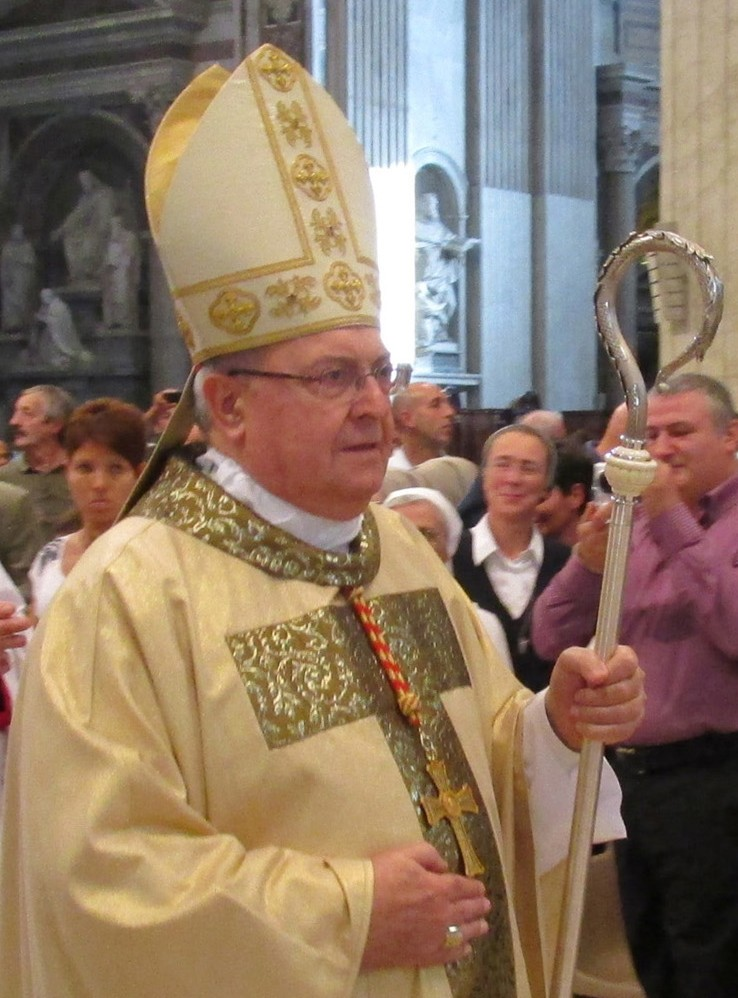
레오나르도 산드리

레오나르도 산드리 (Leonardo Sandri, 1943년 11월 18일 ~ )는 아르헨티나의 로마 가톨릭교회 추기경이다. 1967년 12월 2일 사제에 서품되었으며 1997년 7월22일 노비그라드의 명의 대주교에 임명됨과 동시에 베네수엘라 교황 대사(1997-2000)와 멕시코 교황 대사 (2000), 교황청 국무성성 소속 외무부 부장 (2000-2007) 등의 요직을 거쳐, 2007년부터 교황청 동방교회성 장관으로 임명되어 활동하고 있다.
2007년 11월 14일 추기경 임명시 제일 먼저 호명된 부제급추기경이다, 2018년 5월 사제급추기경에 승격되었음며 2018년 6월 주교급추기경에 임명되었다 하지만 명의 교구를 받지못하고(규정된 명의 교구장이 80세를 넘겨 생존하여 있으므로) 명의 본당을 보유한 주교급추기경이 되었다